# Eustixia dichocrosialis
Eustixia dichocrosialis là một loài bướm đêm trong họ Crambidae.